# تشيس بيرد
تشيس بيرد (بالإنجليزية: Chase Baird)‏ هو عازف ساكسفون وملحن أمريكي، ولد في 18 مارس 1988 في سياتل في الولايات المتحدة.

## وصلات خارجية
- الموقع الرسمي